# Li Yuchun
Li Yuchun, född 10 mars 1984 i Chengdu, Kina, är en kinesisk popstjärna som debuterade år 2006 i programmet Super Girl i Kina. Programmet fungerar ungefär som svenska Idol på TV4. Hon vann med stor marginal i programmet när hon röstades fram av det kinesiska folket hos vilka hon är "omåttligt populär" (källa: SVT.se).
Yuchun har även medverkat i filmer, bland annat Bodyguards and Assassins (Shiyueh weicheng) 2009 och The Guillotines (Xuedezi) 2012.